# Николай Драндаров
Николай Драндаров или Дръндаров е български просветен деец от XIX век.

## Биография
Роден е във Велес, тогава в Османската империя, днес Северна Македония. Следва в Табор, Бохемия, със стипендия от Добродетелната дружина. Драндаров полага изпити за помощник аптекар в Москва през 1876 година. След това Драндаров преподава в родния си град. Владее чешки, немски, италиански и руски език.